# Доброджа-Веке
Доброджа-Веке (рум. Dobrogea Veche) — село у Синжерейському районі Молдови. Адміністративний центр однойменної комуни, до складу якої також входять села Котовка та Доброджа-Ноуе.

## Населення
За даними перепису населення 2004 року у селі проживала 1181 особа.
Національний склад населення села:
| Національність       | Кількість осіб | Відсоток |
| -------------------- | -------------- | -------- |
| росіяни              | 1009           | 85,4%    |
| українці             | 86             | 7,3%     |
| молдавани            | 80             | 6,8%     |
| болгари              | 3              | 0,3%     |
| євреї                | 1              | 0,1%     |
| інша / без відповіді | 2              | 0,2%     |
| Всього               | 1181           | 100%     |